# 守住周魚
守住 周魚（もりずみ ちかな、本名：守住 タイ、1859年3月15日（安政6年2月11日） - 1925年（大正14年）9月3日）は、日本の日本画家。父は守住貫魚。兄に守住勇魚がいる。

## 生涯
安政6年（1859年）に守住貫魚の六女として阿波国徳島（現在の徳島県徳島市）に生まれる。周魚は画号であるが、鯛の魚と周の字を分解してつけたという。明治13年（1880年）に父とともに大阪へ出て、それ以降の生涯を大阪で過ごした。父・貫魚は、次男である勇魚が洋画を学んだため、周魚を後継者に望み、明治18年（1885年）に別家させた。
明治17年（1884年）、大阪絵画品評会で四等賞受賞。明治19年（1886年）、東洋絵画共進会、三等褒状受賞、石川県私立絵画品評会、二等褒状受賞。明治23年（1890年）、第三回内国勧業博覧会、褒状受賞、浪華学画会絵画共進会、銅印受賞。明治25年（1892年）、日本美術協会、褒状三等受賞。明治30年（1897年）、日本美術協会大阪支部第二回美術展覧会、逸品褒賞受賞。明治34年（1901年）、扶桑絵画協会、二等褒賞受賞。明治36年（1903年）、東洋美術奨励会、特別賞受賞。
明治21年（1888年）小学校図画教科書『小学大成普通画本』を手がける。明治30年（1897年）には日本美術協会大阪支部の技芸員に嘱託された。明治34年（1901年）頃、大阪で女性南画家30余名で｢彰施会｣を組織し、時折展覧会を開いたという。こうした活躍から「浪華閨秀画家の白眉」と称された。

## 参考資料
- 小川知子 「女性画家と大阪 --文人画から美人画まで、女性たちは大阪画壇を蘇らせるか？--」」『美術フォーラム21』17号特集「 「大坂画壇」は蘇るか?--「綺麗なもん」から「面ろいもん」まで」、2008年、69頁、ISBN 978-4-925-18528-8